# ライヴ・イン・ロンドン (カーペンターズのアルバム)
『ライヴ・イン・ロンドン』（原題：Live at the Palladium）は、カーペンターズが1976年に発表したライブ・アルバム。

## 解説
カーペンターズにとって2作目のライヴ・アルバム。本国アメリカでは発売されず、イギリスと日本での限定発売となった。
この年のツアーは、ミュージカルの演出家として知られるジョン・レイトンのプロデュースにより、視覚的要素を重視したエンターテインメントとなった。「フラット・バロック」は、実際には「オンリー・イエスタデイ」とのメドレーになっている（ジャケットには記載なし）。LPのA面で演奏されるメドレーは、リチャード・カーペンターのピアノ弾き語りによる「ピアノ・ピッカー」の後、ガーシュウィンの楽曲の演奏に合わせて、カレン・カーペンターがドラムスを叩きまくるという内容のもの。

## 収録曲

### A面
1. フラット・バロック - "Flat Baroque" (Richard Carpenter) - 1:33
2. 見つめあう恋 - "There's a Kind of Hush" (Les Reed, Geoff Stephens) - 2:16
3. ジャンバラヤ - "Jambalaya (On the Bayou)" (Hank Williams) - 2:51
4. メドレー - Medley - 5:34
  - ピアノ・ピッカー - "Piano Picker" (Randy Edelman)
  - ストライク・アップ・ザ・バンド - Strike Up the Band" (George Gershwin, Ira Gershwin)
  - ス・ワンダフル - "S'Wonderful" (G. Gershwin, I. Gershwin)
  - ファシネイティン・リズム - "Fascinatin' Rhythm" (G. Gershwin, I. Gershwin)
5. ワルソー・コンチェルト - "Warsaw Concerto" (Richard Addinsell) - 6:35
6. フロム・ジス・モーメント・オン - "From This Moment On" (Cole Porter) - 2:11

### B面
1. メドレー - Medley - 15:44
  - 遙かなる影 - "(They Long to Be) Close to You" (Burt Bacharach, Hal David)
  - ふたりの誓い - "For All We Know" (Fred Karlin, Robb Wilson, Arthur James)
  - トップ・オブ・ザ・ワールド - "Top Of The World" (R. Carpenter, John Bettis)
  - 涙の乗車券 - "Ticket to Ride" (John Lennon, Paul McCartney)
  - オンリー・イエスタデイ - "Only Yesterday" (R. Carpenter, J. Bettis)
  - 愛は夢の中に - "I Won't Last a Day Without You" (Paul Williams, Roger Nichols)
  - ハーティング・イーチ・アザー - "Hurting Each Other" (Peter Udell, Gary Geld)
  - スーパースター - "Superstar" (Leon Russell, Bonnie Bramlett)
  - 雨の日と月曜日は - "Rainy Days and Mondays" (P. Williams, R. Nichols)
  - 愛にさよならを - "Goodbye to Love" (R. Carpenter, J. Bettis)
2. 愛のプレリュード - "We've Only Just Begun" (P. Williams, R. Nichols) - 3:52

## 参加ミュージシャン
- カレン・カーペンター - ボーカル、ドラムス、パーカッション
- リチャード・カーペンター - ボーカル、キーボード
- トニー・ペルーソ - エレクトリックギター、キーボード、ベース
- ダニー・ウッダムス - ベース
- カビー・オブライエン - ドラムス
- ボブ・メッセンジャー - サックス、フルート、ベース、キーボード
- ダグ・ストローン - クラリネット、ベース